# Museu Barata Feyo

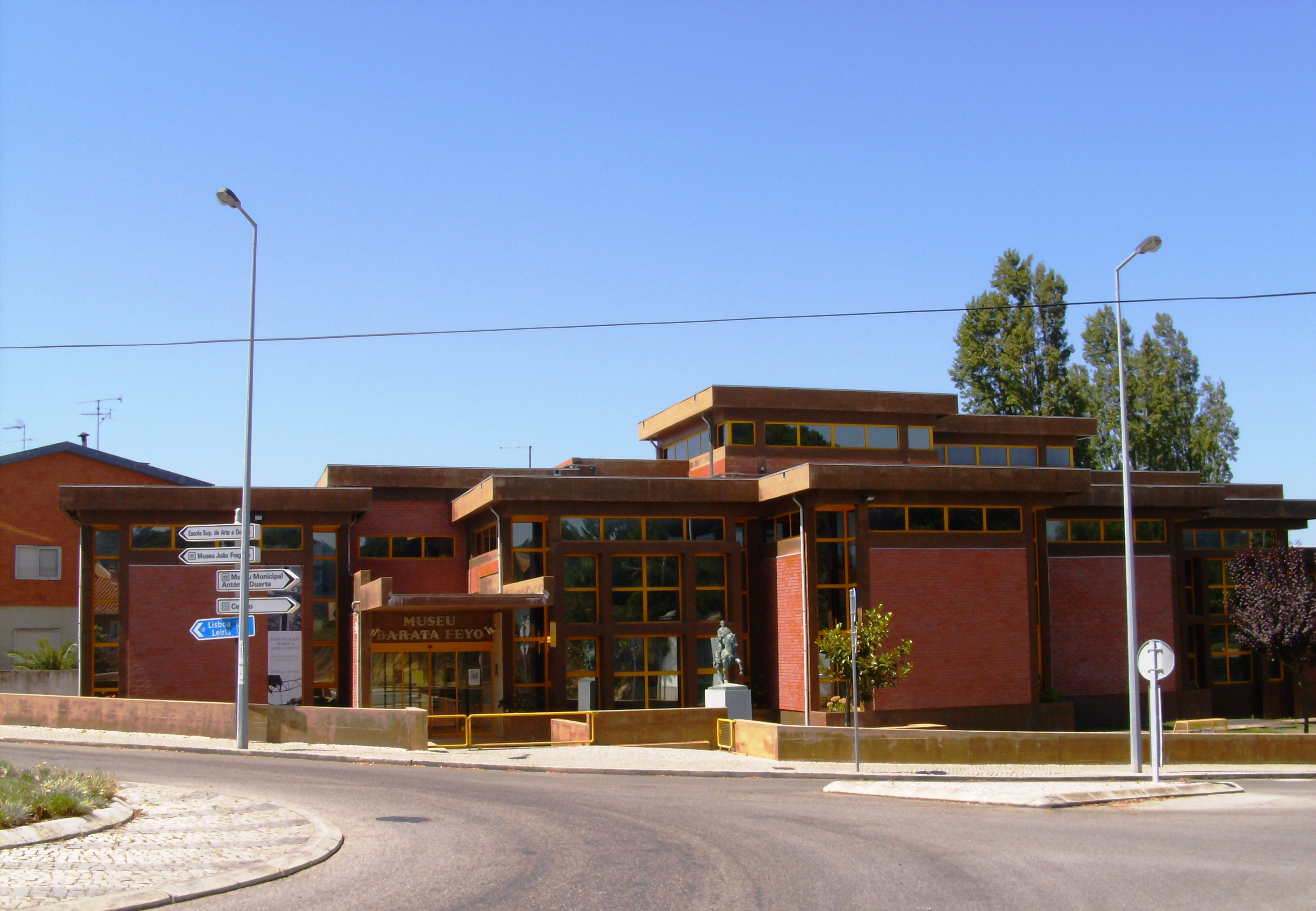
Museu Barata Feyo, Caldas da Rainha.

O Museu Barata Feyo localiza-se na cidade e Concelho das Caldas da Rainha, Distrito de Leiria, em Portugal.
É um museu municipal, e está inserido no Centro de Artes, um projecto desenvolvido pela autarquia.
Acolhe um importante acervo de obras do escultor ensaísta e pedagogo Salvador Barata Feyo (1899-1990), integrante da chamada "Escola do Porto", classificadas em três grupos temáticos principais: retratos, esculturas religiosas e escultura oficial.
O espaço foi idealizado por um dos filhos do escultor, o arquiteto António Barata Feyo, e foi inaugurado em 15 de Maio de 2004 pelo então presidente da República, Jorge Sampaio. Os custos para a sua implantação atingiram cerca de 1,5 milhões de euros, incluindo equipamento e arranjos exteriores, dos quais 50% foram comparticipados pela União Europeia.